# Castello Pallotta
Il castello dei Conti Pallotta, si trova a Caldarola.

## Storia
Edificato intorno alla seconda metà del IX secolo sulle pendici del colle Colcù e modificato verso la fine del Cinquecento grazie alle intenzioni del cardinale evangelista Pallotta di volerla adibire a propria residenza estiva apportandone migliorie in stile rinascimentale per celebrare il prestigio dei Pallotta, che ha annoverato ben quattro Cardinali nella propria famiglia.
Ospitò fra gli altri il pontefice Clemente VIII e la regina Cristina di Svezia.

## Interventi eseguiti dal conte Desiderio
Nel 1885 il conte Desiderio cominciò a mettere in atto una serie d'interventi seguendo la linea indicatagli da suo padre il conte Giuseppe che morì l'anno seguente, ossia nel 1886. Il primo lavoro, intrapreso con il consenso del conte Giuseppe fu quello della ricostruzione del torrione detto della scuderia posto verso levante.
Il Ministero della Pubblica Istruzione, con notifica dell'11 febbraio 1921, aveva dichiarato il castello di Caldarola, per i restauri e i riordini interni eseguiti fino a quell'epoca, di “importante interesse storico ed artistico”.
Da una pubblicazione del 1928 è possibile trarre un'interessantissima descrizione del castello e degli interventi:
La torre venne rialzata, vi si costruirono “alcune piccole finestre con architravi in pietra, sostenuti da mensole e sormontati da un archetto di scarico in laterizio” e “una difesa costituita da quattro mensole di pietra, da tre archetti su di essa impostati, e corrispondenti piombatoi. Il parapetto in laterizio ha un davanzale in pietra; ed il tutto è completato da una porticina con arco a pieno centro in pietra e corona in laterizio. Ai lati, e superiormente alla porta, sono le fenditure destinate a dar passaggio ai cosiddetti bolcioni, ossia leve, per sollevare il ponte levatoio. Nel vano interno del torrione si aprono due porticine corrispondenti alle cortine di levante e di tramontana, per dare accesso al cammino di ronda; che essendo da questa parte poco più basso del piano superiore della torre, si raggiunge mediante una scaletta di pochi gradini di pietra, sostenuti da mensole pur esse in pietra e tre archetti, l'ultimo dei quali è a sesto acuto per impedire la spinta verso l'interno della grande porta. Nello stesso vano superiore che poteva servire di corpo di guardia, trovasi un camino e un destro a vento, che sporge all'estremo sul fosso laterale, con la sua cabina sostenuta da due mensole in pietra. Vi sono poi tre nicchie a strombatura architravate a cappuccio, pel servizio del troniere; una scaletta il legno e ballatoio per accedere ai piombatoi, che difendono la porta, e le alte fenditure di cui sopra, per ricevere la parte superiore dei bolcioni del ponte levatoio.”»
(così scrisse Mario Rivosecchi che a sua volta citò il conte Desiderio Pallotta)
(così descrisse i propri interventi il conte Desiderio Pallotta)
Per quanto riguarda la ricostruzione del ponte levatoio il conte stesso scrisse:
(Desiderio Pallotta)
Passato il ponte levatoio e la porta turrita si sale per la strada che conduce al cortile del palazzo, protetti da un rivellino risalente al XV secolo, cioè da un lungo corridoio tra due muri merlati, posto in alto e a fianco della strada, che, allora serviva per rendere arduo l'accesso al nemico che era costretto a percorrere questo tratto per raggiungere la porta più interna. In fondo a questo percorso si trova un cortile rimodernato con forme tipiche di edifici rinascimentali, e la cui costruzione è dovuta all'architetto conte Giuseppe Pallotta, padre di Desiderio.
All'interno del palazzo, una scalinata, ornata dagli stemmi di città, delle quali si trovano diplomi di patriziato o di cittadinanza nell'archivio di famiglia, conduce al quartiere arredato dal cardinale evangelista Pallotta sul finire del Cinquecento. Da allora ogni generazione vi ha lasciato tracce della sua epoca.
In una stanza, all'inizio, si trovano dipinte le serie degli stemmi delle famiglie imparentate con casa Pallotta. Vi è poi il grande salone della biblioteca destinato ad accogliere oltre i libri, fra i quali vari incunaboli e manoscritti, tutto ciò che di prezioso e di pregevole contiene questa antica dimora. Vi sono mobili, ceramiche, armi e ritratti.
I colori della scuola pittorica di Caldarola, dei De Magistris, adornano di un alto fregio diverse stanze dal soffitto ligneo. Alcuni riquadri narrano l'arrivo a Caldarola del pontefice Clemente VIII. In uno di essi appare il castello sormontato da un'altissima torre che doveva essere nel castello primitivo. La visita del papa, ospite del cardinale evangelista, a Caldarola è da ascrivere al 1598.
Dalle terrazze che prospettano sul cortile prima descritto si accede al bosco e fra gli alberi ancora si trovano dispersi i ruderi della Caldarola medioevale. In alto il bosco confina con il Cassero e lì sono le tracce dell'antico abitato.
Qui si trovano ancora due porte e un ponte levatoio tutto completamente ricostruito dal conte Desiderio. Queste secondo le indenzioni originarie del loro ideatore erano da traversare prima di essere nel cortile del Cassero, ma oggi sono parte integrante delle proprietà delle canonichesse lateranensi di Caldarola. La prima porta a cateratta, attualmente chiusa da un muro era stata dotata di una saracinesca a grosse sbarre di ferro intrecciato per poterla chiudere.
(così Desiderio Pallotta)
(Mario Rivosecchi)

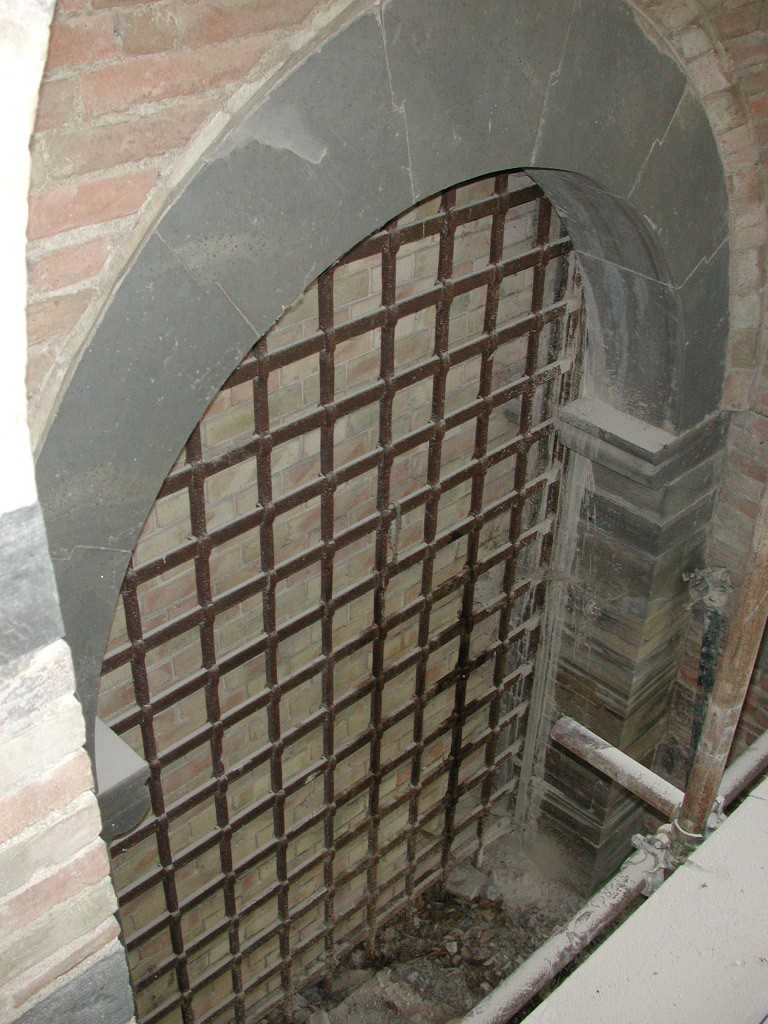
Saracinesca sulla prima porta posta fra il parco e il Cassero

Della costruzione delle finestre interne del cortile, con la loro forma caratteristica, il conte Desiderio ne offre una particolare spiegazione:
(Desiderio Pallotta)

Nel 1928, la parte del castello prospiciente il paese appariva restaurata in tutta la sua imponenza. 
Là dove la parete si addossa alla torre più elevata, delle strette mensole in laterizio, sormontate da piccoli archetti rincassati e coronati a fil di muro, sostengono un più largo cammino di ronda per dar luce ai piombatoi posti a difesa di un antico ingresso, poi abbandonato per diversa disposizione dei locali interni.
Per tutta la lunghezza del prospetto e della casa-torre si aprono belle finestre ad arco tondo, su due piani, immediatamente sopra il cordone che segna il limite dell'alta scarpa. Gli archi delle finestre ad arco tondo, su due piani, immediatamente sopra il cordone che segna il limite dell'alta scarpa. Gli archi delle finestre a tutto sesto, con corona semicircolare in lieve aggetto sulla parete, adorni di un piccolo fregio a disegno geometrico, sono costruiti con pietre a cuneo alternate a blocchi in laterizio, alla maniera lombarda. Sulla scarpa, rinforzata fin dalle fondamenta, si aprono piccole feritoie, atte a dar luce ai sotterranei ed in corrispondenza della casa-torre, si scopre una porta di soccorso, a circa quattro metri dal suolo.
Di seguito alla torre, ricostruita sulle sue ritrovate fondamenta sino alla sommità, con le svelte mensole, con gli archetti per i piombatoi, e parapetti e merli, si trova un muraglione o cortina, con un comodo cammino di ronda, e quattro aperture munite di robuste inferriate congiunte a cappio, a chiudere un primo recinto. Questa cortina di nord-ovest fa capo ad un'antiporta, dopo la quale, ripiega bruscamente raggiungendo in linea retta il fabbricato principale. L'antiporta è ad arco doppio costruito in laterizio alternato a cunei di pietra. L'arco più in basso vi si vede rincassato e quello superiore è a fil di muro, perché, non offrendo alcun aggetto, lasci più libera la difesa piombante contro gli assalitori. Nell'interno dell'androne vi sono anche i canali per una saracinesca. Il restauro della cortina a chiusura di questo piccolo recinto è compiuto fino all'altezza del primo cammino di ronda, che all'interno del palazzo conduce al primo piano. …»
(Mario Rivosecchi)
La torre posta a guardia dell'angolo nord, dal 4 novembre 1928, per volere del conte Desiderio fu battezzata dei Combattenti, in quanto allora fu destinata ad accogliere le due lapidi in bardiglio chiaro, ornate sul perimetro da un dentello in marmo bianco, affiancate e sormontate da due archi congiunti in breccia rossa di Verona.

## Ambiente

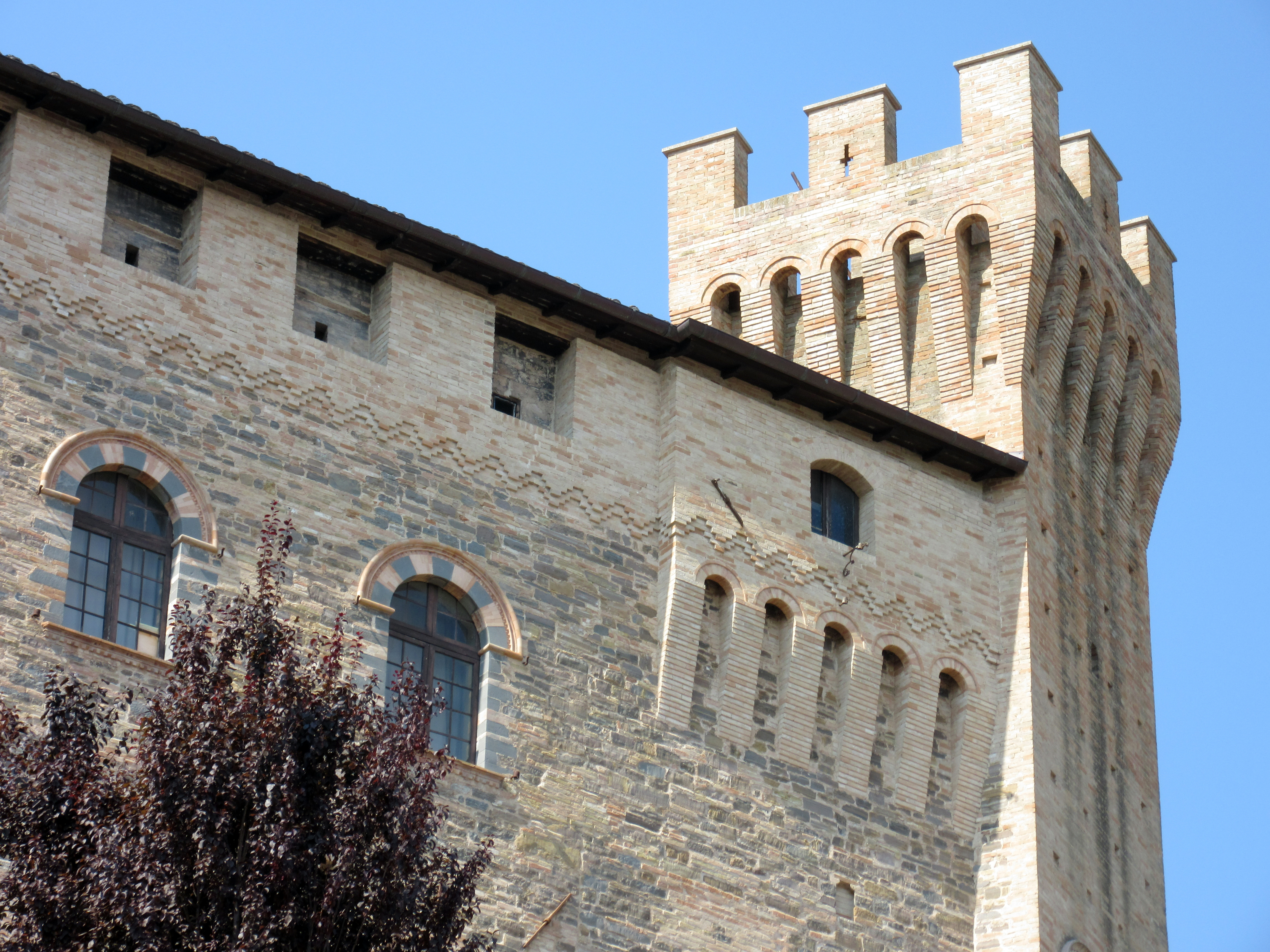
Castello Pallotta, Torre merlata e scorcio del corpo del castello

In tempi recenti il castello che conserva ancora intatta la cinta muraria, il cammino di ronda, le merlature guelfe ed il ponte levatoio venne prima chiuso e poi riaperto al termine dei lavori di restauro condotti in riparazione dei danni causati dal terremoto del 1997.
Attualmente possono essere visitati almeno venti ambienti fra cui la sala delle carrozze, la sala delle armi in cui sono custodite armature, spade, alabarde e fucili, la cucina che conserva oggetti in rame, terracotta e ceramica, la camera da letto, la sala da pranzo decorata da ceramiche marchigiane realizzate nel XVIII secolo, la biblioteca e la cappellina interna. Tutti gli spazi constano di arredi e tendaggi originali del cinquecento e del seicento ottimamente conservati.